# ファブリツィオ・カッチャトーレ
ファブリツィオ・カッチャトーレ（Fabrizio Cacciatore，1986年10月8日 - ）は、イタリア・トリノ出身のサッカー選手。ポジションはディフェンダー。

## 経歴
トリノに生まれ、2003年にUCサンプドリアの下部組織に入る。2005年にトップチーム昇格後、4シーズンもの間レガ・プロ等所属クラブへ期限付き移籍に出された。
2012年8月31日、エラス・ヴェローナと一時的に契約を結んだ。2013年6月19日に同クラブに50万ユーロで買い取られた。
2014年6月20日、サンプドリアが37万ユーロで買い戻した。
2015年7月16日にキエーヴォ・ヴェローナに期限付き移籍。エルヴィン・ズカノヴィッチとのトレードとなった。その後完全移籍となった。
2019年1月31日、カリアリ・カルチョに期限付き移籍。その後完全移籍となった。
2021年3月28日、アスコリ・カルチョ1898 FCに加入。